# Чаушкьой (вилает Одрин)
Вижте пояснителната страница за други значения на Чаушкьой.
Чаушкьой (на турски: Çavuşköy) е село в Източна Тракия, Турция, Вилает Одрин. Околия Енос.

## География
Селото се намира на 8 км югоизточно от Енос.

## История
В 19 век Чаушкьой е село в Еноска кааза на Османската империя. Според статистиката на професор Любомир Милетич в 1912 година в селото живеят 15 български патриаршистки семейства, смесени с гърци.